# Sampilyn Jalan-Aajav
Sampilyn Jalan-Aajav (* 18. Juni 1923 in Javkhlant, Dsawchan; † Februar 2007) war ein mongolischer Politiker der Mongolischen Revolutionären Volkspartei (MRVP) in der Mongolischen Volksrepublik.

## Leben
Sampilyn Jalan-Aajav arbeitete von 1937 bis 1939 im Kalksteinbruch Tokhoi Tsagaan Bulag und besuchte im Anschluss die Zentrale Schule für Partei- und Staatskader sowie bis 1943 die Parteihochschule der Mongolischen Revolutionären Volkspartei (MRVP). Im Anschluss war er zwischen 1943 und 1951 zunächst Lektor und zuletzt Prorektor der Parteihochschule der MRVP. Nachdem er von 1951 bis 1956 ein Studium der Rechtswissenschaften in der Sowjetunion absolviert hatte, war er nach seiner Rückkehr zwischen 1956 und 1958 Dekan der Parteihochschule der MRVP. Im Anschluss fungierte er von 1958 bis 1959 als Leiter der Abteilung für Propaganda und Kultur des Zentralkomitees (ZK) der MRVP und 1959 kurzzeitig Staatsanwalt für Parteiklageverfahren. Während er von 1960 bis 1964 Vorsitzender des Rechtsausschusses des Ministerrates war, wurde er auf dem 14. Parteikongress 1961 Kandidat des ZK der MRVP.
Daraufhin fungierte Sampilyn Jalan-Aajav zwischen 1964 und 1971 als Vorsitzender des Staatlichen Komitees für Information, Rundfunk und Fernsehen und wurde 1966 auch zum Deputierten des Großen Volks-Chural gewählt, des Parlaments der Mongolischen Volksrepublik, in dem er bis 1983 verschiedene Wahlbezirke vertrat. Auf dem 16. Parteikongress 1971 wurde er Mitglied des ZK der MRVP, dem er bis 1983 angehörte. Zugleich wurde er Sekretär des ZK der MRVP und Kandidat des Politbüros des ZK. Des Weiteren war von 1971 bis 1977 Vize-Vorsitzender der MRVP-Fraktion im Großen Volks-Chural. Im April 1973 wurde er auf dem 5. Plenum des ZK Mitglied des Politbüros des ZK und nahm nach dem Vorsitzenden des Ministerrates und Generalsekretärs des ZK der MRVP, Jumdschaagiin Tsedenbal, den zweiten Rang innerhalb der Parteihierarchie ein. Seine Nachfolge als Kandidat des Politbüros des ZK fiel an Bat-ochiryn Altangerel, den Ersten Sekretär des MRVP-Stadtkomitees von Ulaanbaatar. 1977 wurde er als Nachfolger von Tsagaanlamyn Diigersuren außerdem erstmals Vize-Vorsitzender des Präsidiums des Großen Volks-Chural, während Namsrayn Luvsanravdan zum dritten Mal als Vize-Vorsitzender des Präsidiums des Großen Volks-Chural bestätigt wurde. Für seine Verdienste wurde er 1983 mit dem Orden des Roten Banners der Arbeit ausgezeichnet.
Im Juli 1983 wurde Sampilyn Jalan-Aajav auf dem 6. Plenum des ZK plötzlich aller Ämter enthoben. Sein Nachfolger als Mitglied des Politbüros sowie des Sekretariats des ZK wurde daraufhin Bugyn Dejid, der bisherige Vorsitzende der Parteikontrollkommission. Erst im  Februar 1984 veröffentlichte Namyn Amidral, die Parteizeitung der MRVP, die Gründung der Amtsenthebung und des Machtverlusts. In dem Artikel wurde er als „antiparteiliches Element“ beschrieben, der seit mehr als 20 Jahren in „gemeinen Intrigen“ mit Hilfe von Tsogt-Ochiryn Lookhuuz, Baldandorjiin Nyambuu und Bandiin Surmaajav und der Unterstützung von Daramyn Tömör-Orchin versucht haben sollte, Jumdschaagiin Tsedenbal. Er wurde daraufhin wegen „Aushöhlung der Einheit der Partei“ aus der MRVP ausgeschlossen, wenngleich sein Parteiausschluss als Hintergrund für die von Tsedenbal initiierte Kampagne zum „Austreiben des Unkrauts“ in der Parteileitung diente, die zuvor zur Entmachtung von Bazaryn Shirendev und anderer prominenter Politiker führte, ehe Tsedenbal selbst im August 1984 zum Rücktritt gezwungen wurde. Zum anderen war ein weiterer Grund für seine Absetzung, dass er als „chinesische Halbbrut“ (‚erliiz‘) galt.
Jalan-Aajav wurde nach Aldarchaan verbannt und trat nach dem Ende des Kommunismus Ende der 1990er Jahre mehrmals kurzzeitig in der Öffentlichkeit auf, ehe er einen Posten als Dozent für Rechtswissenschaften an der Nationaluniversität der Mongolei übernahm. Im Dezember 2001 wurde er mit Titel „Verdienter Jurist“ ausgezeichnet.